# World Series of Poker 1970
Pierwsza edycja World Series of Poker odbyła się w Horseshoe Casino w Las Vegas. W przeciwieństwie do następnych lat zwycięzca był wybierany przez głosowanie. Jack Binion zaprosił do swojego kasyna siedmiu najlepszych pokerzystów, aby zdecydowali, kto jest najlepszym graczem w USA.
Johnny Moss został wybrany najlepszym przez Doyle Brunsona, Amarillo Slima Prestona, Sailora Robertsa, Puggy Pearsona, Crandella Addingtona oraz Carla Cannona, za co został nagrodzony srebrnym pucharem.
Według apokryficznej legendy, miały miejsce dwa głosowania. W pierwszym poproszono graczy o głosowanie na najlepszego i każdy głosował na siebie. W drugim zostali poproszeni o głosowanie na drugiego najlepszego i wtedy został wybrany Moss.